# Louis Félix Conen de Prépean
Louis Félix Conen de Prépean, né le 22 mars 1777 à Poitiers et mort en novembre 1837 à Paris, est un sténographe français, inventeur d'une méthode de sténographie.

## Biographie
Noble de naissance, il est issu par son père d'une lignée bretonne qui détenait la seigneurie de Pré Péan en Pordic, manoir qui existe toujours.
En 1813, il publie son livre Sténographie Exacte ou l'Art d'écrire aussi vite qu'on parle, dont apparaissent des éditions successives en 1815, 1817, 1825 et 1833.
Il y exprime que « le système, malgré son extrême rapidité, est complété par un système d'abréviations applicable à toutes les langues et à toutes les écritures. Tous ces moyens sont pratiqués avec neuf signes, connus par tous, ce qui est plus simples qui peuvent être imaginés ». En 1817, il travaille comme sténographe à la Chambre de Commerce.
Le principe est de distinguer les sons semblables en les croisant avec un tiret ; il les a postérieurement différenciés par la taille. En 1833, il publie La Sténographie ou l'Art d'écrire aussi rapidement que parle un orateur, où il réforme complètement son système. Il attribue les signes plus petits aux consonnes et ce qui est principaux aux voyelles.
Il divise sa méthode en sténographie exacte et sténographie cursive. La première partie comprend 25 signes pour les voyelles, qui subdivise en longues et brèves, 21 pour les consonnes et 12 pour groupes de deux consonnes. La deuxième comprend des raccourcis initiaux, finaux et généraux. Il considère la ligne d'écriture subdivisée et écrit en haut ou sous elle selon le mot.
L'alphabet du système Conen de Prépean est formé de 18 consonnes et 9 voyelles. Il utilise des signes qu'il appelle indéformables pour représenter deux lettres ensemble. Son écriture est brève des grandes lignes et très rapide.
On lui attribue la phrase célèbre « Abréger le travail, c'est prolonger la vie ».

## Œuvres
- Sténographie Exacte ou l'Art d'écrire aussi vite qu'on parle (1813), sous-titré « Nouvelle méthode plus facile à lire que l'écriture commune et plus rapide que chacune des méthodes connues jusqu'à présent »[4].
- La Sténographie ou l'Art d'écrire aussi rapidement que parle un orateur (1833), sous-titré « Méthode qui n'omet aucun élément du mot, cour, par les connaisseurs et ceux qui l'utilisent, comme le plus rapide des procédures connus, et plus facile à lire que l'écriture commune »